# 磯部町 (群馬県)
磯部町（いそべまち）は群馬県の西部、碓氷郡に属していた町。

## 地理
- 河川 - 碓氷川、柳瀬川

## 歴史
- 1783年（天明3年）9月29日 - 磯部の穀屋打ちこわしが起きる（打毀一揆）。
- 1889年（明治22年）4月1日 - 町村制施行により、東上磯部村、西上磯部村、上磯部村、下磯部村、大竹村が合併して磯部村が成立する。
- 1936年（昭和11年）7月1日 - 磯部村が町制施行して磯部町となる。
- 1955年（昭和30年）3月1日 - （旧）安中町、原市町、東横野村、岩野谷村、板鼻町、秋間村、後閑村と合併して安中町を新設する。
- 1958年（昭和33年）11月1日 - 安中町が市制施行して安中市となる。

## 交通

### 鉄道
- 信越本線：磯部駅

## 名所・旧跡
- 磯部温泉